# Улица Шмерля
Улица Шме́рля (латыш. Šmerļa iela) находится в Видземском предместье города Риги. Пролегает по лесопарку Шмерлис, соединяя восточную оконечность исторического района Тейка и северную часть района Межциемс. Начинается от Бривибас гатве; заканчивается у перекрёстка с улицами Сергея Эйзенштейна и Друвиенас, продолжаясь далее как улица Малиенас. С другими улицами не пересекается.
Чётная (восточная) сторона улицы полностью относится к историческому району Югла, начало нечётной стороны (включая все корпуса дома № 1) — к Тейке, остальная часть — к Межциемсу.

## История
Улица Шмерля возникла как путь от Видземского шоссе (нынешняя Бривибас гатве) к имению Бурхардмуйжа (в северной части современного Межциемса), первоначально называлась «Шмерльская дорога» (латыш. Šmerļa ceļš). В 1934 году это имение было включено в черту города Риги, и дорога получила статус улицы. Название улицы никогда не изменялось.

## Транспорт
Общая длина улицы Шмерля составляет 1637 метров. На всём протяжении асфальтирована, движение двустороннее. В 2008 году был проведён капитальный ремонт улицы. Параллельно проезжей части пролегает пешеходная и велосипедная дорожка.
По улице на всём протяжении проходит маршрут автобуса № 21, а на Бривибас гатве имеется остановка «Šmerļa iela».
У перекрёстка с Бривибас гатве расположен конечный пункт троллейбуса «Шмерлис» (маршруты № 12 и 16), при выезде с которого троллейбусы разворачиваются с использованием проезжей части улицы Шмерля.

## Примечательные объекты
- Дом № 1 — административное здание АО «Sadales tīkls»[lv], бывшее Объединённое диспетчерское управление энергосистемами с вычислительным центром (1973, проект Всесоюзного института проектирования теплоэлектростанций, архитектор П. Браславская).
- Дом № 2 — больница «Шмерлис», бывшая 8-я Рижская городская больница. Построена в 1926—1930 гг. как туберкулёзный санаторий (архитекторы Альфред Гринберг и Карлис Бикше).
- Дом № 3 — комплекс зданий Рижской киностудии (1954—1963, архитекторы В. Воронов и А. Окунев).

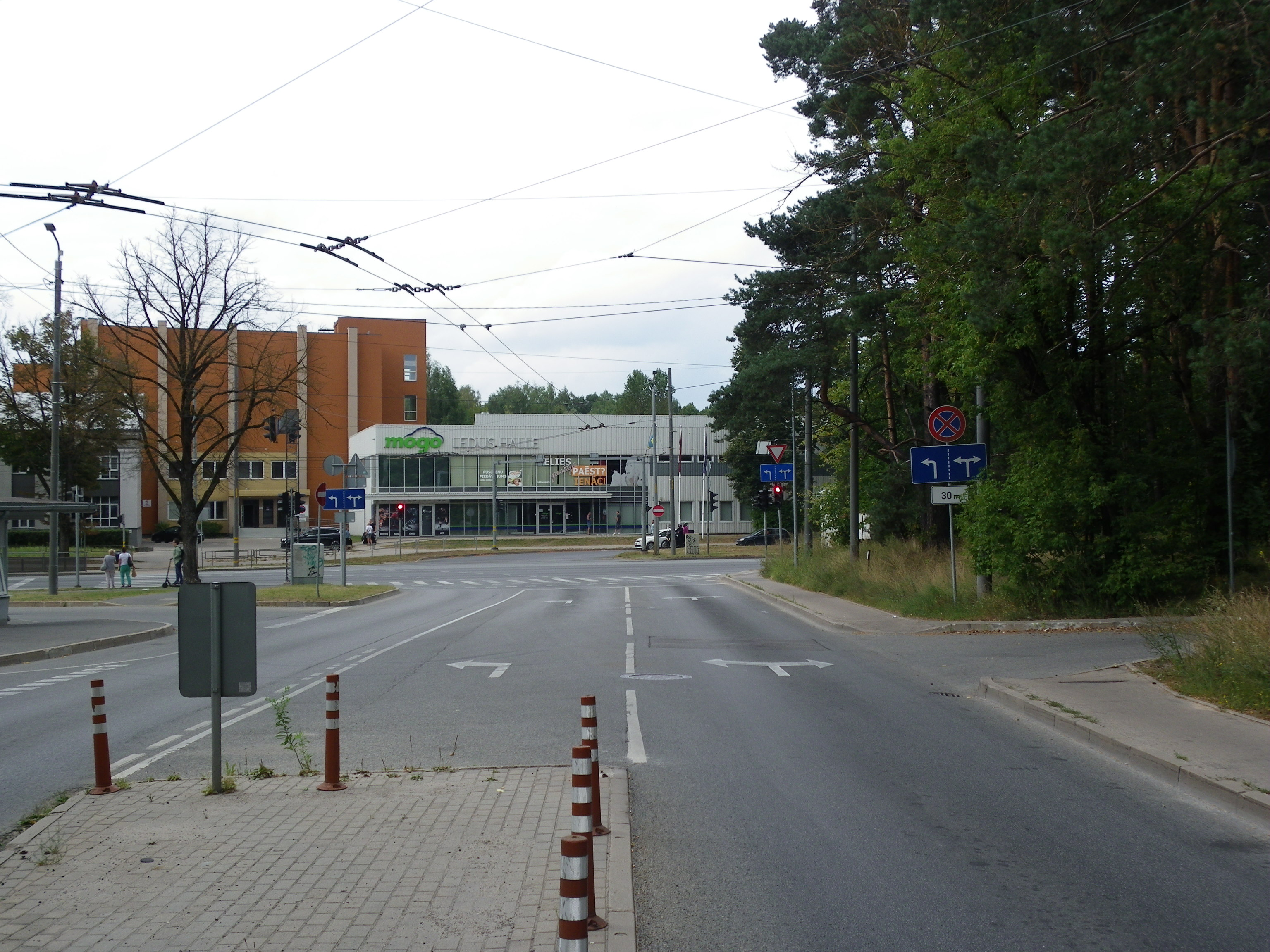
Вид в направлении Бривибас гатве
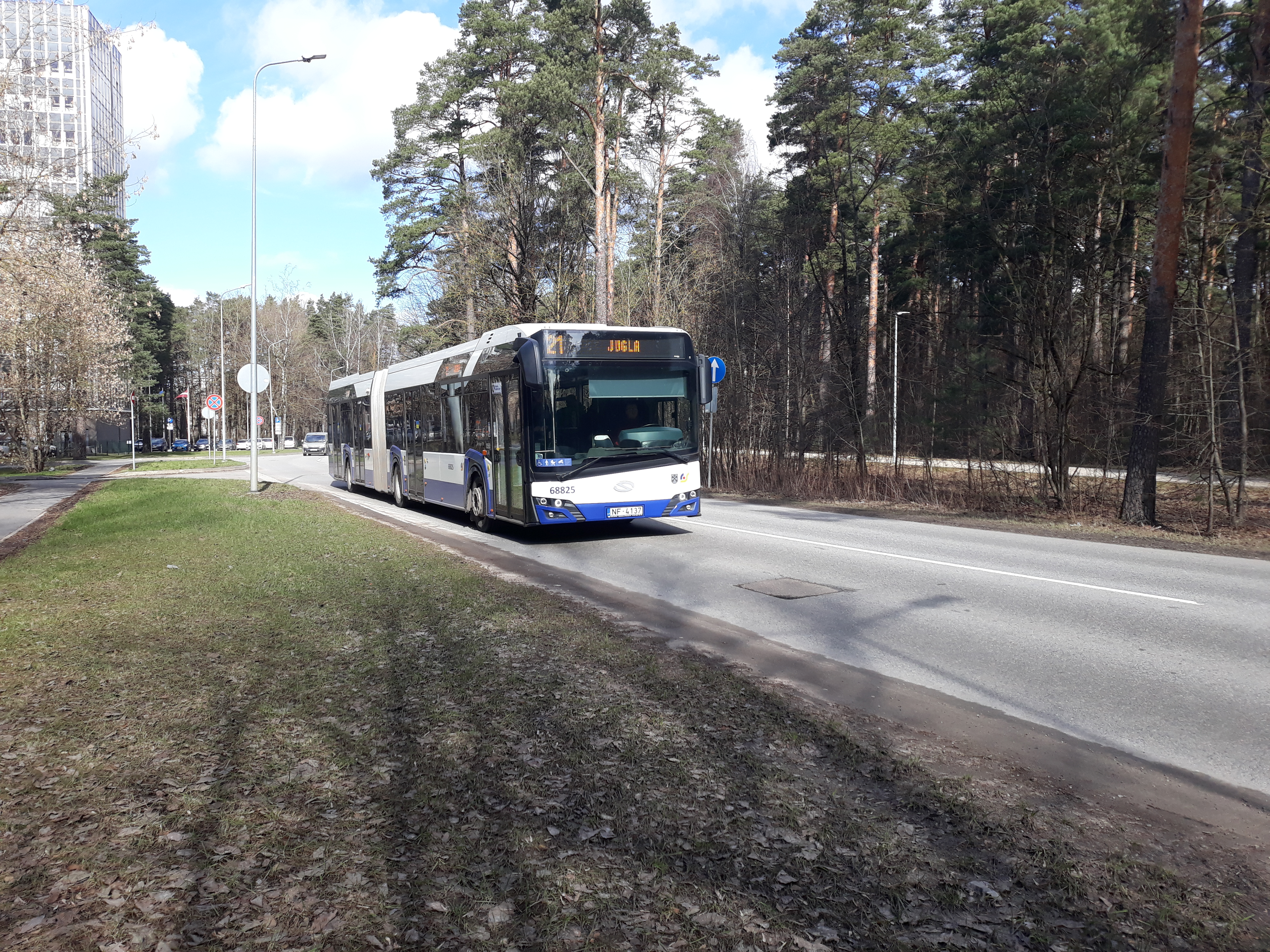
Улица Шмерля у дома № 1
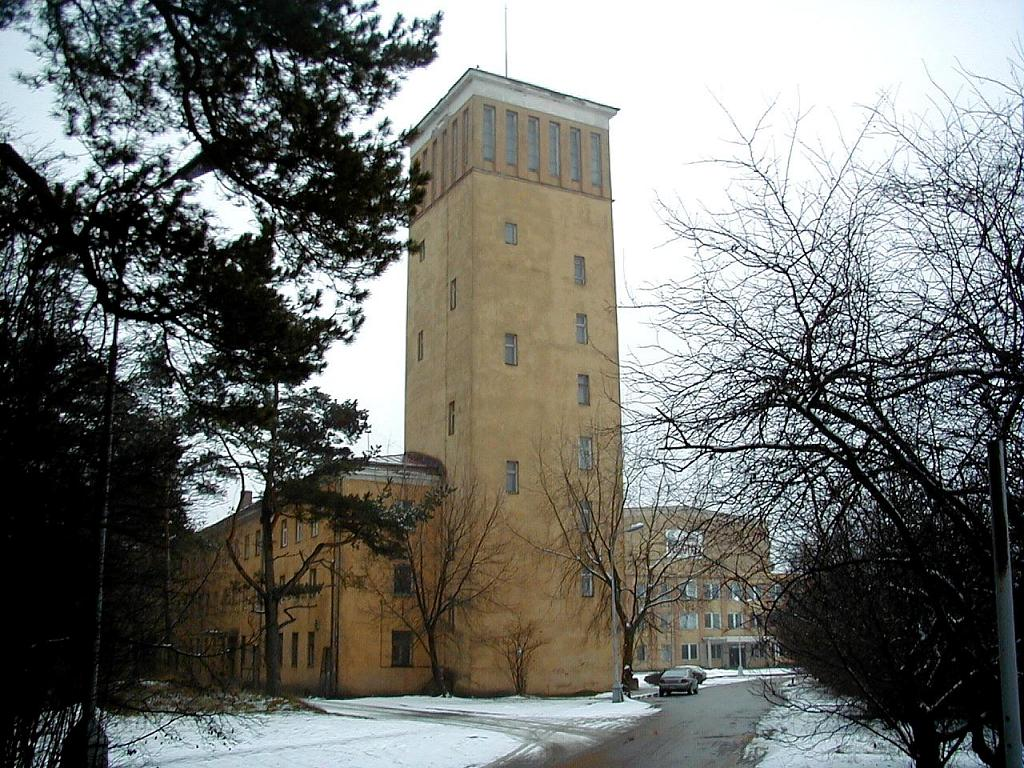
Корпуса Рижской киностудии